# Sunset Village
Sunset Village est une census-designated place située dans le comté d'Upson, dans l’État de Géorgie, aux États-Unis. Lors du recensement de 2020, elle comptait 921 habitants.